# St Bees Island
St Bees Island è un'isola che fa parte delle Cumberland Islands. È situata nel mar dei Coralli al largo della costa centrale del Queensland, in Australia, a nord-est della città di Mackay. L'isola si trova affiancata a Keswick Island, da cui è divisa dallEgremont Passage; è situata a sud-ovest di Scawfell Island e a sud-est di Brampton Island e Carlisle Island. A est di St Bees c'è la piccola Aspatria Island (20°55′53″N 149°28′04″E).
Sull'isola è stata introdotta una colonia di koala.

## Storia
Identificata come parte delle "Cumberland Isles Group" dal capitano James Cook nel 1770. L'isola di St Bees e la vicina isola di Keswick  furono designate insieme con la sigla "L1 Island" dal tenente Matthew Flinders, a bordo della HMS Investigator nel 1802. Fu chiamata St Bees Island nel 1879 dall'ispettore marittimo dell'ammiragliato E. P. Bedwell che chiamò ogni isola del gruppo come le città nel distretto dei laghi del Cumberland.